# Чистаковка
Чистаковка — опустевший разъезд в Клявлинском районе Самарской области в составе сельского поселения Назаровка.

## География
Находится на железнодорожной линии Ульяновск — Уфа на расстоянии примерно 26 километров по прямой на северо-восток от районного центра железнодорожной станции Клявлино.

## Население
Постоянное население не было учтено как в 2002 году, так и в 2010 году.